# Звездара

Логотип клубу до 2013 року

Футбольний клуб Звездара (Белград) або просто Зведара (серб. Фудбалски клуб Звездара Београд) — професійний сербський футбольний клуб з міста Белград. Виступає у Белградській зональній лізі, четвертому дивізіоні сербського чемпіонату.

## Хронологія назв
- 1951—1961 — серб. Булбулдерац
- 1961—1974 — серб. БСК
- 1974—2002 — серб. Звездара
- 2002—2013 — серб. Булбулдерац
- 2013—н.в. — серб. Звездара[1].

## Історія

### Заснування
Установчі збори відбулися 10 березня 1951 року, а клуб було названо ФК Булбулдерац». Іншою пропозицією було назвати клуб ФК «Северац». Першим президентом став Жика Димитрієвич. У перший рік свого існування клуб грав виключно у товариських матчах, а першу гру в чемпіонаті зіграв у 1952 році в Овчі й здобув перемогу з рахунком 7:1. Клуб протягом короткого періоду часу піднявся на три дивізіони вище, й у сезоні 1956/57 років вже грав у Підсоюзній лізі, найвищому футбольному дивізіоні Белградського футбольного підсоюзу, проте за підсумками сезону команда посіла 14-те місце й вилетіла до першого дивізіону.

### БСК
Протягом двох сезонів клуб займав верхні місця в першому дивізіоні, допоки в сезоні 1959/60 років не посів перше місце й повернувся до Підсоюзної ліги, але тепер вона стала рангом нижче, оскільки напередодні цього було створено Зональну лігу. На відміну від свого минулого виступу, це повернення стало успішним і команда посіла високе 4-те місце. У 1961 році клуб змінив свою назву на БСК. Проте в сезоні 1961/62 років посів передостаннє 11-те місце в Підсоюзній лізі й вилетів до першого дивізіону, в якому одразу ж посів 2-ге місце, але в зв'язку з реорганізацією футбольних ліг у Югославії продовжив свої виступи в Другій Белградській лізі.
Свій перший трофей БСК здобув у 1963 році, перемігши у фіналі зони Белград кубку Югославії «Єдинство» із Земуна з рахунком 3:0. Напередодні створення Сербської футбольної ліги, БСК посів 3-тє місце в чемпіонаті й був допущений для участі в Першій Белградській лізі. Наступного року БСК знову став переможцем Кубку Югославії у зоні Белград, цього разу він переміг «Академац» (клуб Військової академії) з рахунком 2:0. У сезоні 1969/70 років клуб вилетів до Другої белградської ліги, проте зігравши там один сезон швидко повернувся у Першу белградську лігу.

### Звездара
У 1974 році клуб змінив свою назву на ОФК «Звездара». У своєму першому сезоні (1974/75) під новою назвою команда посіла 3-тє місце й вийшла до Белградської зональної ліги. У цьому турнірі «Звездара» виступала до сезону 1982/83 років, коли вона вийшла до Другої сербської ліги (4-ий дивізіон). У Другій сербській лізі клуб виступав протягом декількох років, допоки в сезоні 1992/93 років у Республіканській зональній лізі (зона «Белград») у плей-оф турніру не посіла 3-тє місце й команда вийшла до Першої сербської ліги.
11 липня 1995 року тодішній президент клубу та його головний спонсор Міша Нікшич був убитий поряд з кафе «Міг» на Звездарі, після чого новим президентом клубу став Браніслав Троянович. У сезоні 1995/96 років «Звездара» посіла друге місце в Сербській лізі Белград й вийшла до Другої союзної ліги Б. Осінню частину сезону 1996/97 років клуб провів у Другій лізі Б, але завдяки вдалим виступам в ній, навесні був переведений до Другої союзної ліги А, в якій фінішував на 6-му місці. У сезоні 1997/98 років виступав у об'єднаній Другій союзній лізі, в якій посів друге місце, переможцем же став «Міліціонар». У наступному сезоні 1998/99 років, який був призупинений через бомбардування Югославії силами НАТО, «Звездара» посіла 3-тє місце, й поступилася лише «Хайдуку-Ліону» (Белград) та «Чукаричкам», які й вийшли до Першої ліги Сербії.
У сезоні 2000/01 років у Другій лізі-Схід «Звездара» посіла перше місце й вперше в своїй історії вийшла до Першої союзної ліги. Ще напередодні старту сезону, 21 липня 2001 року, був убитий власник клубу, Браніслав Троянович. Внаслідок цього в клубу почалися фінансові проблеми, які відобразилися на результатах команди, яка посіла 16-те місце й опустилася до нижчого дивізіону.
Зрештою напередодні початку 2002 року клуб об'єднався з ФК «Срем» зі Сремської Митровиці.

### Булбулдерац
Приблизно через місяць після злиття, вболівальники клубу «Звездара» заснували клуб «Булбулдерац», який мав би продовжувати традиції ОФК «Звездари». Команда розпочала свої виступи в сезоні 2003/04 років з Муніципального чемпіонату. Протягом наступних трьох сезонів команда піднялася на 2 дивізіони вище, спочатку в сезоні 2004/05 років вийшла в Другу Белградську лігу, а в сезоні 2006/07 років — у Першу Белградську лігу. Починаючи з сезону 2010/11 років «Булбулдерац» виступав у Белградській зональній лізі (4-ий дивізіон національного чемпіонату), й у своєму дебютному сезоні посів 10-те місце, а протягом наступних двох років — 7-ме та 9-те місця відповідно.

### Звездара
У липні 2013 року клуб повернув собі історичну назву, «Звездара», й під цією назвою продовжив свої виступи в Белградській зональній лізі, де в першому ж сезоні під новою назвою посів 8-ме місце. У сезоні 2014/15 років команда посіла 9-те місце.

## Досягнення
- Друга ліга чемпіонату Юголавії
  -  Чемпіон (1): 2000/01
  -  Бронзовий призер (1): 1998/99

## Статистика виступів у останніх сезонах
Звездара
| Сезон    | Ліга       | Місце | Іг. | В  | Н | П  | ЗМ | ПМ | РМ | Кубок СР Югославії | Примітки                      |
| -------- | ---------- | ----- | --- | -- | - | -- | -- | -- | -- | ------------------ | ----------------------------- |
| 1998/99. | 2 - Схід   | 3.    | 21  | 13 | 3 | 5  | 47 | 18 | 42 | Не кваліфікувався  | 1                             |
| 1999/00. | 2 - Північ | 4     | 34  | 19 | 4 | 11 | 54 | 37 | 61 | Не кваліфікувався  |                               |
| 2000/01. | 2 - Схід   | 1.    | 34  | 29 | 3 | 2  | 97 | 20 | 90 | Не кваліфікувався  | Вихід у вищий дивізіон.       |
| 2001/02  | 1 ліга     | 16.   | 34  | 7  | 8 | 19 | 35 | 64 | 29 | Не кваліфікувався  | Вибув, об'єднався з ФК «Срем» |

1 Чемпіонат призупинений через бомбардування 1999 року.
Булбулдерац
| Сезон    | Ліга               | Місце | Іг. | В  | Н  | П  | ЗМ | ПМ | РМ | Кубок СР Югославії | Примітки                |
| -------- | ------------------ | ----- | --- | -- | -- | -- | -- | -- | -- | ------------------ | ----------------------- |
| 2006/07. | 2 Белградська ліга | 2.    | 32  | 21 | 7  | 4  | 88 | 27 | 70 | Не кваліфікувався  | Вихід у вищий дивізіон. |
| 2007/08. | 1 Белградська ліга | 10.   | 34  | 13 | 8  | 13 | 50 | 44 | 47 | Не кваліфікувався  |                         |
| 2008/09. | 1 Белградська ліга | 5.    | 34  | 16 | 7  | 11 | 51 | 33 | 55 | Не кваліфікувався  |                         |
| 2009/10. | 1 Белградська ліга | 2.    | 34  | 24 | 6  | 4  | 82 | 34 | 78 | Не кваліфікувався  | Вихід у вищий дивізіон. |
| 2010/11. | Белградська зона   | 10.   | 34  | 10 | 11 | 13 | 38 | 47 | 41 | Не кваліфікувався  |                         |
| 2011/12. | Белградська зона   | 7.    | 34  | 13 | 10 | 11 | 45 | 43 | 49 | Не кваліфікувався  |                         |
| 2012/13. | Белградська зона   | -     | -   | -  | -  | -  | -  | -  | -  | Не кваліфікувався  |                         |

## Відомі гравці
- Мілан Божич
- Марко Девич
- Марко Йованович
- Сеад Салахович
- Івиця Краль